# Milano-Vignola 1990
La Milano-Vignola 1990, trentottesima edizione della corsa, si svolse il 28 aprile 1990 per un percorso totale di 216 km, con partenza da Rogoredo ed arrivo a Vignola. La vittoria fu appannaggio dell'italiano Mario Cipollini, il quale completò la gara in 5h04'00", alla media di 42,632, precedendo i connazionali Giuseppe Citterio ed Endrio Leoni.

## Ordine d'arrivo (Top 10)
| Pos. | Corridore         | Squadra       | Tempo    |
| ---- | ----------------- | ------------- | -------- |
| 1    | Mario Cipollini   | Del Tongo     | 5h04'00" |
| 2    | Giuseppe Citterio | Malvor-Sidi   | s.t.     |
| 3    | Endrio Leoni      | Jolly         | s.t.     |
| 4    | Danilo Gioia      | GIS Gelati    | s.t.     |
| 5    | Paolo Rosola      | GIS Gelati    | s.t.     |
| 6    | Adriano Baffi     | Ariostea      | s.t.     |
| 7    | Claudio Golinelli | Amore & Vita  | s.t.     |
| 8    | Antonio Fanelli   | Selle Italia  | s.t.     |
| 9    | Giovanni Strazzer | Malvor-Sidi   | s.t.     |
| 10   | Guido Bontempi    | Carrera Jeans | s.t.     |